# Теммі Болдвін
Теммі Сьюзен Грін Болдвін (англ. Tammy Suzanne Green Baldwin; нар. 11 лютого 1962, Медісон, Вісконсин) — американська політична діячка з Демократичної партії. Сенатор США від штату Вісконсин з 2013 року, вона також представляла Вісконсин у Палаті представників з 1999 по 2013.
У 1984 році отримала ступінь бакалавра в Коледжі Сміт, а у 1989 — доктора права в Університеті Вісконсин-Медісон. Потім вона працювала адвокатом в окрузі Дейн. Була членом Державних Зборів Вісконсину (нижньої палати законодавчих зборів штату) з 1993 по 1999.
Відкрита лесбійка. Перша жінка-сенатор від штату Вісконсин і перший відкрито гомосексуальний член Сенату в історії США.